# Peter Laughner
Peter Ravenscroft Laughner (né le 22 août 1952, mort le 22 juin 1977) était un guitariste, chanteur et compositeur de rock américain.

## Biographie
Né à Cleveland (Ohio), Laughner est resté une figure peu connue; néanmoins, dans ses Légendes inconnues du Rock 'n' Roll, Richie Unterberger le décrit comme "Sans doute le plus grand catalyseur dans la naissance de la scène rock alternative de Cleveland du milieu des années 70" , appelée plus tard Cleveland-punk.
Il était marié à Charlotte Pressler, l'auteur de "Those Were Different Times - A Memoir Of Cleveland Life: 1967-1973".
Il a été le leader de différents groupes (comme Mr. Charlie, Cinderella Backstreet, Peter & The Wolves, The Blue Drivers and Friction etc.) mais est surtout connu pour sa participation à Rocket from the Tombs et aux premiers travaux de Pere Ubu. Il signe les notes de pochette du 45 tours "30 Seconds Over Tokyo" b/w "Heart of Darkness". Après la sortie du second 45 tours du groupe « Final Solution"/"Cloud 149 » sur leur label Hearpen (HR 102), Peter Laughner est en plein processus d'auto-destruction et Tim Wright et David Thomas souhaitent qu'il quitte le groupe. Ce qu'il fait en juin. David Thomas ne souhaite pas s'exprimer à ce propos : "Je n'ai rien à dire aux étrangers à propos de Peter." 
Laughner était un fan de rock et écrivain acharné, très influencé par Lester Bangs. C'était aussi un journaliste à Creem et comme lui, il admirait Lou Reed, mais s'inspirait aussi de musiciens blues et folk comme Robert Johnson et Woody Guthrie. C'était un guitariste très particulier et inspiré, marqué par Richard Thompson, et il fut envisagé comme remplaçant pour Richard Lloyd dans Television
Il avait de gros problèmes d'alcool et de drogue qui conduisirent à son décès par pancréatite aiguë en 1977, à l'âge de 24 ans. Lester Bangs écrivit un texte d'hommage posthume : "Mais je soupçonne également que c'est le début d'une autre époque - La "New Wave" peut se targuer de sa première victime, et étant donné la prédilection du milieu pour la drogue et, plus généralement, l'autodestruction, on peut parier qu'il y en aura beaucoup d'autres après lui.".
La seule apparition de Laughner en studio se fit pour des sessions des 45 tours de Pere Ubu, même s'il laissa de multiples enregistrements de démos, répétitions etc. En 1994, le label Tim/Kerr label a sorti Take the Guitar Player for a Ride, une compilation de 15 titres tirés de ces enregistrements, aujourd'hui épuisée. La circulation d'enregistrements pirates se poursuit et un label de Cleveland, propose ses enregistrements avec l'accord de ses ayants droit. En 2007, Smog Veil devait sortir un coffret (avec des enregistrements fournis par Handsome Productions, David Thomas et Tim Wright) qui est toujours en attente.